# Apollinaire Joachim Kyélem de Tambèla
Apollinaire Joachim Kyélem de Tambèla o Apollinaire Kyélem (Tambèla, Alto Volta; 11 de junio de 1955) es un abogado, jurista, escritor y estadista burkinés, quien se desempeñó como primer ministro de Burkina Faso desde octubre de 2022 hasta su destitución por el presidente Ibrahim Traoré el 6 de diciembre de 2024.

## Biografía

### Infancia y educación
Nació el 11 de junio de 1955 en Tambèla, municipio de Koupéla, actualmente en la provincia de Kouritenga (Burkina Faso). En 1971 ingresó en el seminario menor Saint-Augustin de Baskouré, centro diocesano de enseñanza secundaria. Completó sus estudios superiores en la Universidad de Lomé en Benín (1979-1981), luego en la Universidad de Uagadugú (1981-1983) y en la Facultad de Derecho de la Universidad de Niza (Francia) (1983-1987), donde obtuvo un doctorado en derecho en 1987. También se graduó en el Instituto de Derecho para la Paz y el Desarrollo (IDPD).
Recibió el certificado de aptitud para la profesión de abogado (CAPA) en 1996 en la sección Nice-Grasse de la École des barreaux du Sud-Est (EBSE). Después de completar su educación universitaria enseñó en la Universidad de Uagadugú y en la Escuela Nacional de Administración y Magistrados (ENAM).

### Carrera política
Cuando era estudiante en Francia en la década de 1980, Tambèla fundó una rama del Comité de Defensa de la Revolución (CDR) en Niza, para defender y apoyar financieramente la lucha revolucionaria en el extranjero librada por Thomas Sankara. Durante este período, también se organizó con grupos de izquierda: La Unión Nacional de Estudiantes de Francia (UNEF) y la Unión de Estudiantes Comunistas. Antes de dedicarse a la política, trabajó como abogado y más tarde como personalidad televisiva. Ganó popularidad entre el público debido a su carácter franco y sus fuertes críticas a los excesos gubernamentales.

### Primer ministro
El 21 de octubre de 2022, fue nombrado primer ministro por el presidente interino, el capitán Ibrahim Traoré. Poco después de su nombramiento, una de sus primeras acciones fue pedir una reducción de los sueldos del presidente y de varios de sus ministros. Esto estaba en consonancia con las reformas del gobierno de Sankara, con las que anteriormente había manifestado su compromiso al declarar: «Ya he dicho que Burkina Faso no puede desarrollarse fuera del camino marcado por Thomas Sankara».
En su primera visita al extranjero como primer ministro, viajó a Rusia. La información se filtró a pesar de todas las precauciones. También visitó Irán por invitación del primer vicepresidente de Irán, Mohammad Mojber. Allí se reunió con el viceministro iraní de Asuntos Exteriores para Asuntos Políticos, Ali Bagheri, para discutir la mejora de los vínculos entre los dos países.
El 1 de diciembre de 2023 pronunció su primer discurso sobre el estado de la nación en el que hizo balance de la acción gubernamental.
El 31 de mayo de 2023 anunció que las próximas elecciones no se organizarían en Burkina Faso hasta que se restableciera la seguridad, mientras el país seguía sufriendo periódicamente ataques terroristas mortales en el contexto de la insurgencia yihadista.
Su segunda visita al extranjero lo llevó al vecino Malí, un país gobernado de manera similar por una junta militar tras los golpes de estado de 2020 y 2021. Durante esta visita, sugirió que los dos países formen una «federación». El 4 de marzo de 2024, llamó a los burkineses a abandonar la «alienación hacia los países occidentales» tras el anuncio de la creación de la Alianza de los Estados del Sahel (AES) y la retirada de sus miembros de la Comunidad Económica de Estados de África Occidental (CEDEAO).
El 6 de diciembre de 2024 fue destituido, según un decreto firmado por el capitán Ibrahim Traoré, jefe de Estado en funciones del país. Aunque no se especificaron las razones de esa decisión.

## Vida personal
Tambèla es también autor de varios libros sobre la cultura y la política de Burkina Faso y es conocido en todos los países de África Occidental por haber sido presentador en el canal de televisión privado BF1 TV, en los programas Press Échos y 7 Infos. También fue responsable de programas en emisoras de radio como Rádio Liberté, Savane FM y Horizon FM.
Los detalles sobre su vida personal son limitados. Es conocido por su personalidad polemista y su apoyo incondicional a Sankara.

## Publicaciones
- Kyélem de Tambèla, Apollinaire Joachim (2012). Thomas Sankara et la révolution au Burkina Faso; une expérience de développement autocentré (en francés). Harmattan Burkina. ISBN 978-3-939313-23-6.
- Kyélem de Tambèla, Apollinaire Joachim (2007). Relations diplomatiques et souveraineté (en francés). l'Harmattan. ISBN 978-2-296-04493-7.